# Mieczysław Tarnawa
Mieczysław Tarnawa (ur. 30 grudnia 1940 w Bielsku) – polski rzemieślnik i przedsiębiorca związany z Podbeskidziem, producent wyrobów z drewna, poseł na Sejm PRL VII i VIII kadencji (1976–1985). 

## Życiorys
Urodził się na Podbeskidziu w rodzinie rzemieślniczej Antoniego i Walerii, brat Bolesława (bliźniak) i Kazimierza. W 1958 ukończył Technikum Mechaniczno-Elektryczne w Bielsku-Białej. W 1964 zdobył tytuł mistrza tokarstwa w drewnie. Pracował w rzemiośle na Śląsku, jednocześnie studiując na Wydziale Mechanicznym Technologicznym Politechniki Śląskiej w Gliwicach (stopień inżyniera mechanika uzyskał w 1973). Otworzył własny zakład rzemieślniczy w Wilkowicach (przeniesiony z Bielska-Białej), wytwarzał pamiątki z drewna, które sprzedawał m.in. przebywającym w Beskidach turystom. Działał w organizacjach rzemieślniczych m.in. jako dyrektor Komisji Rzemiosł Artystycznych Izby Rzemieślniczej w Katowicach. Był członkiem Rady Centralnego Związku Rzemiosła. Współpracował przy organizacji świąt i uroczystości lokalnych, m.in. Tygodnia Kultury Beskidzkiej i Dni Bielska-Białej. 
W latach 1973–1975 zasiadał w Powiatowej Radzie Narodowej w Bielsku-Białej, w 1975 uzyskał mandat członka nowo powstałej Wojewódzkiej Rady Narodowej. Do Stronnictwa Demokratycznego wstąpił w 1972 (w latach 1975–1981 zasiadał w Centralnym Komitecie). W 1976 wybrany z miejsca mandatowego w skład Sejmu VII kadencji w okręgu Bielsko-Biała, był członkiem Komisji Kultury i Sztuki oraz sekretarzem Sejmu. W 1980 uzyskał reelekcję z tego samego okręgu. Zasiadał w Komisjach Kultury i Sztuki (później: Kultury), Leśnictwa i Przemysłu Drzewnego (Przemysłu) oraz Współpracy Gospodarczej z Zagranicą i Gospodarki Morskiej. Kontynuował pracę w charakterze sekretarza Sejmu. 
Przez kilkadziesiąt lat był właścicielem założonej w 1934 firmy „Tarnawa – Lux-Art”, produkującej zabawki i pamiątki z drewna, a także wyroby dekoracyjne i użytkowe (przejął firmę od swojego ojca, a następnie przekazał jej prowadzenie wnukowi). Ma córkę (Beatę Tarnawę – współzałożycielkę Klubu Gaja wraz ze swoim partnerem Jackiem Bożkiem, współzałożycielem Zielonych) i syna.
W 1976 otrzymał Srebrny Krzyż Zasługi.